# Agata Mańczyńska
Agata Mańczyńska (ur. 28 maja 1981) – polska piłkarka, grająca na pozycji obrońcy bądź lewego pomocnika. Jest wychowanką Medyka Konin. W sezonie 2004/05 występowała w AZS-ie Wrocław, a od stycznia 2008 była zawodniczką RTP Unii Racibórz. Na koncie sukcesów posiada triumfy w rozgrywkach o mistrzostwo Polski, Puchar Polski oraz halowe mistrzostwo Polski. Ma za sobą również występy w kadrze narodowej.